# Protentomon barandiarani
Protentomon barandiarani är en urinsektsart som beskrevs av Bruno Condé 1947. Protentomon barandiarani ingår i släktet Protentomon och familjen Protentomidae. Inga underarter finns listade i Catalogue of Life.